# Paolo Vaccari
Pour les articles homonymes, voir Vaccari.
Pas d'image ? Cliquez ici

a Compétitions nationales et continentales officielles uniquement.

b Matchs officiels uniquement.
Dernière mise à jour le 8 mai 2012.
Paolo Vaccari, né le 15 janvier 1971 à Calvisano, en Italie, est un joueur de rugby à XV italien jouant au poste de centre, d'ailier ou d'arrière.

## Biographie
Paolo Vaccari a honoré sa première cape internationale  avec l'équipe d'Italie le 15 juin 1991 à Windhoek (Namibie) pour une partie perdue 17-7 contre l'équipe de Namibie de rugby à XV.  Il a participé à la victoire historique (40-32) contre l'équipe de France à Grenoble le 22 mars 1997.
Il a disputé trois Coupes du monde. Il a connu sa dernière sélection le 29 mars 2003 contre l'équipe d'Écosse de rugby à XV. 

## Palmarès
- Champion d'Italie : 1995, 2005
- Vainqueur de la Coupe d'Italie : 1995, 2004

## Statistiques en équipe nationale
- 64 sélections
- 107 points (22 essais)
- Sélections par année : 6 en 1991, 5 en 1992, 6 en 1993, 8 en 1994, 9 en 1995, 4 en 1996, 7 en 1997, 4 en 1998, 5 en 1999, 1 en 2000, 1 en 2001, 4 en 2002, 5 en 2003.
- Tournoi des Six Nations disputés: 2002 et 2003.
- Coupes du monde de rugby disputées: 1991, 1995 et 1999.